# 德里姆蘭 (密歇根州)
德里姆蘭（英語：Dreamland）是位於美國密歇根州霍頓縣托奇萊克鎮區的一個非建制地區。

## 地理
德里姆蘭所處的海拔為高於海平面187米（即614英呎），而該地所採用的時區為UTC-5，即北美东部時區（EST）。同時該地設有夏令時間，為UTC-5調快一小時，即UTC-4（EDT）。